# Mont Caroux
Le mont Caroux, culminant à 1 091 m d'altitude, est une montagne faisant partie du département de l'Hérault (France).

## Toponymie
Le toponyme Caroux est issu de Car en occitan (origine préceltique) et du suffixe roman -os. Il signifie donc « pourvu de roc ».
Le mont Caroux est localement appelé la « femme couchée » ou « femme allongée » du fait de sa forme qui rappelle le corps d'une femme.

## Géographie
Le mont Caroux, situé au cœur du parc naturel régional du Haut-Languedoc, est limité à l'ouest par les gorges d'Héric qui le séparent du massif cristallin de l'Espinouse. Son plateau long de 2 km est limité à l'est par les gorges de Colombières et au sud par la vallée de l'Orb. Du sud, de l'est et de l'ouest, ses versants hérissés d'aiguilles et d'arêtes tombent sur la plaine littorale par des abrupts de près de 800 m. En revanche, le versant nord descend en pente douce.
L'ensemble formé par le Caroux et les gorges d'Héric est un site classé. Il se situe sur le territoire des communes de Rosis, Colombières-sur-Orb, Saint-Martin-de-l'Arçon, Mons-la-Trivalle et Cambon-et-Salvergues.
Il est constitué de gneiss.
Le plateau du mont Caroux est recouvert de landes de genêts à balais et de callunes.

## Histoire
L'exploration alpine du Caroux est l'œuvre de Marc-Antoine Azéma (1905-1954) qui y a fait de nombreuses premières ascensions. L'arête ouest de l'aiguille Viallat haute de 600 m a ainsi été gravie par Marc-Antoine Azéma. Les trois aiguilles du Rieutord portent le nom de leurs premiers ascensionnistes : Godefroy en 1910, Depasse en 1911 et Viallat en 1912. La tour Verte sur le flanc ouest du Caroux a été gravie en 1931.

## Tourisme
Très escarpé, le mont Caroux se prête à la pratique de la randonnée, parfois sportive, et à l'escalade (notamment sur la paroi d'Arles).

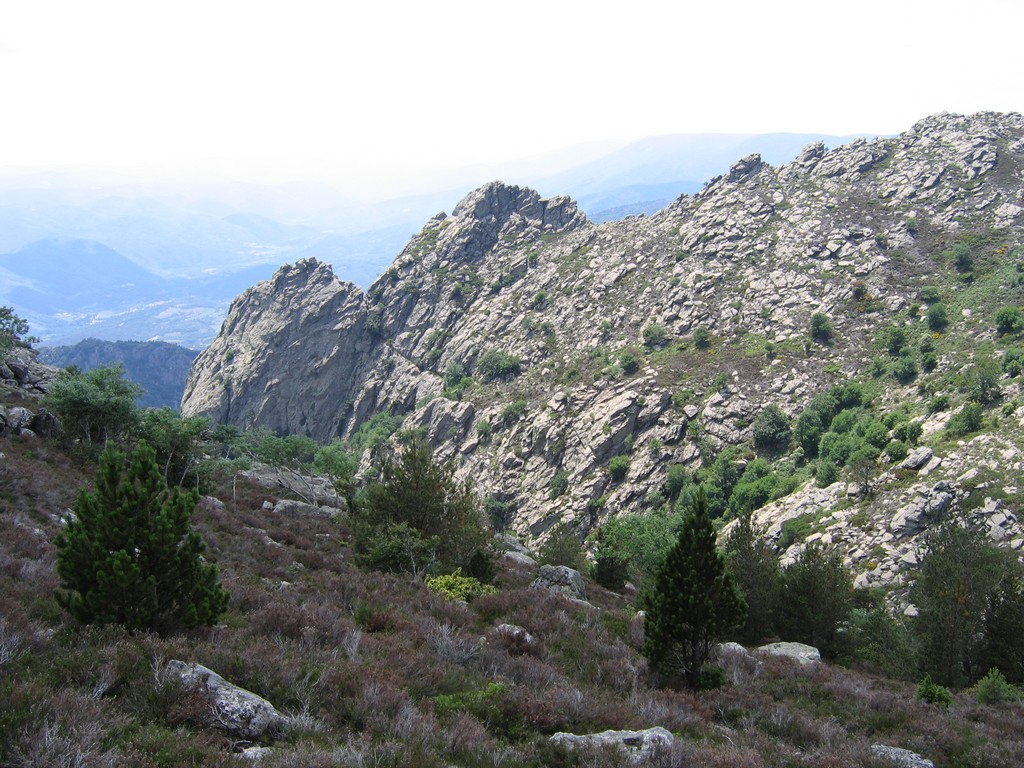
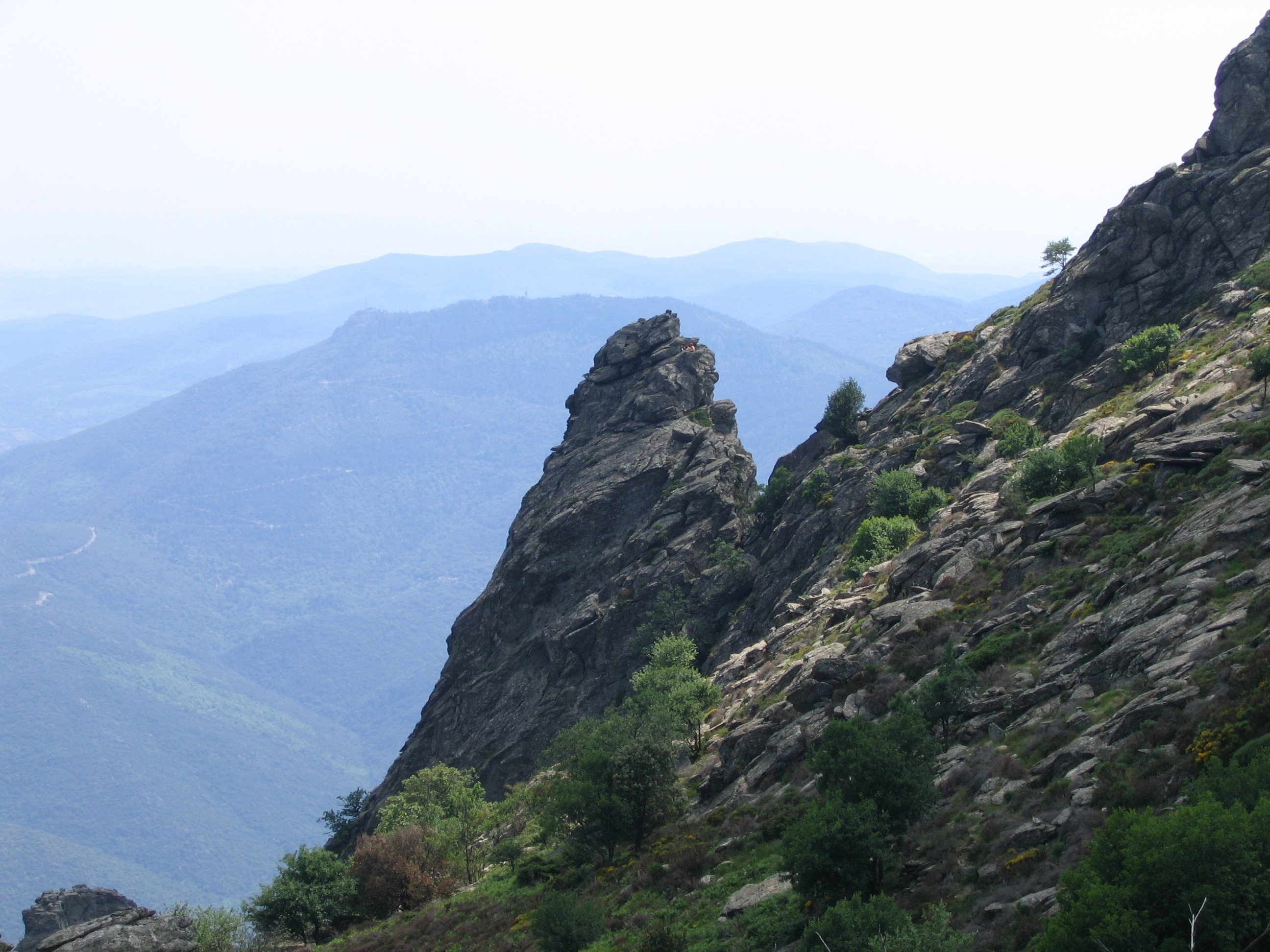
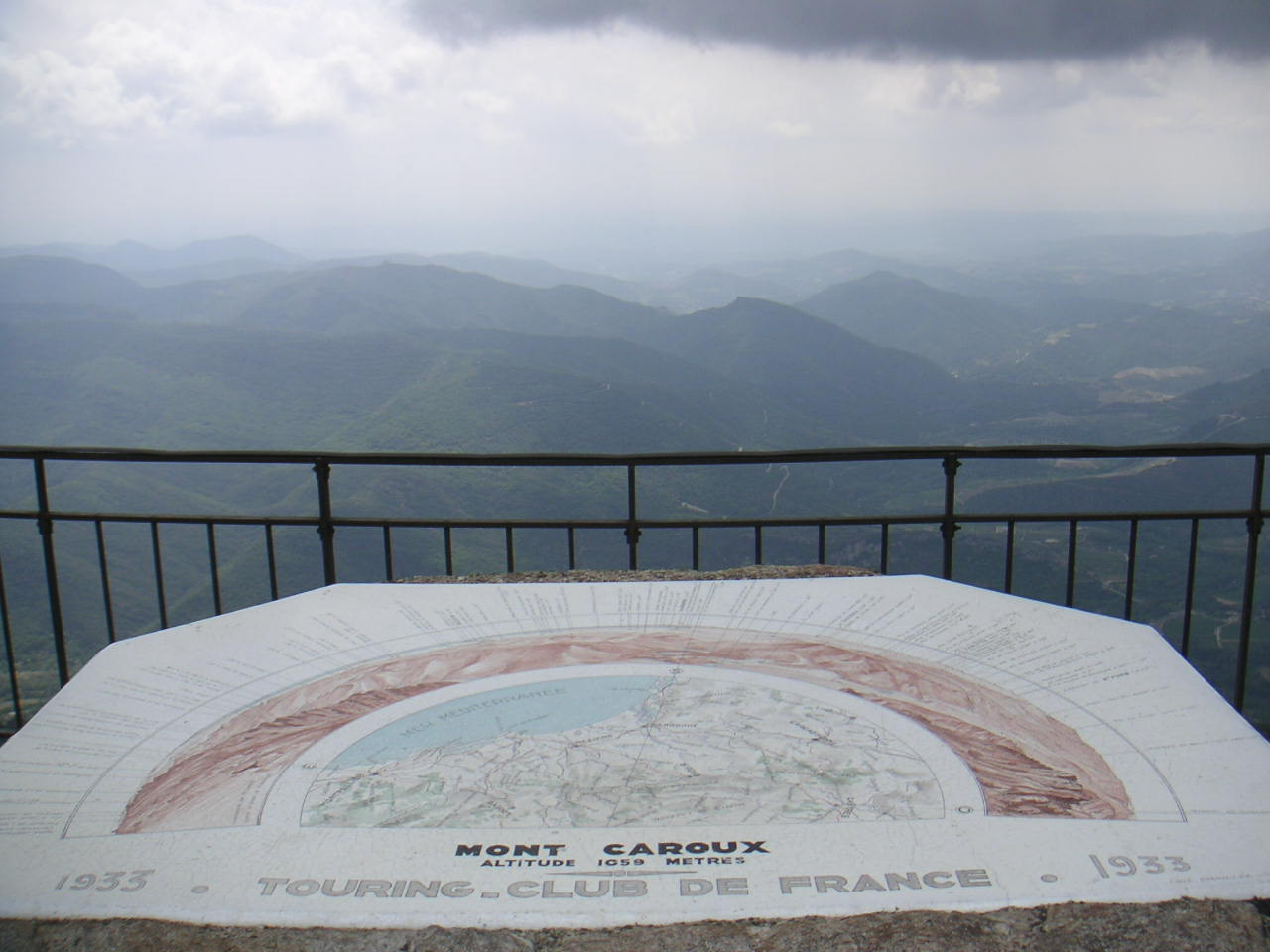
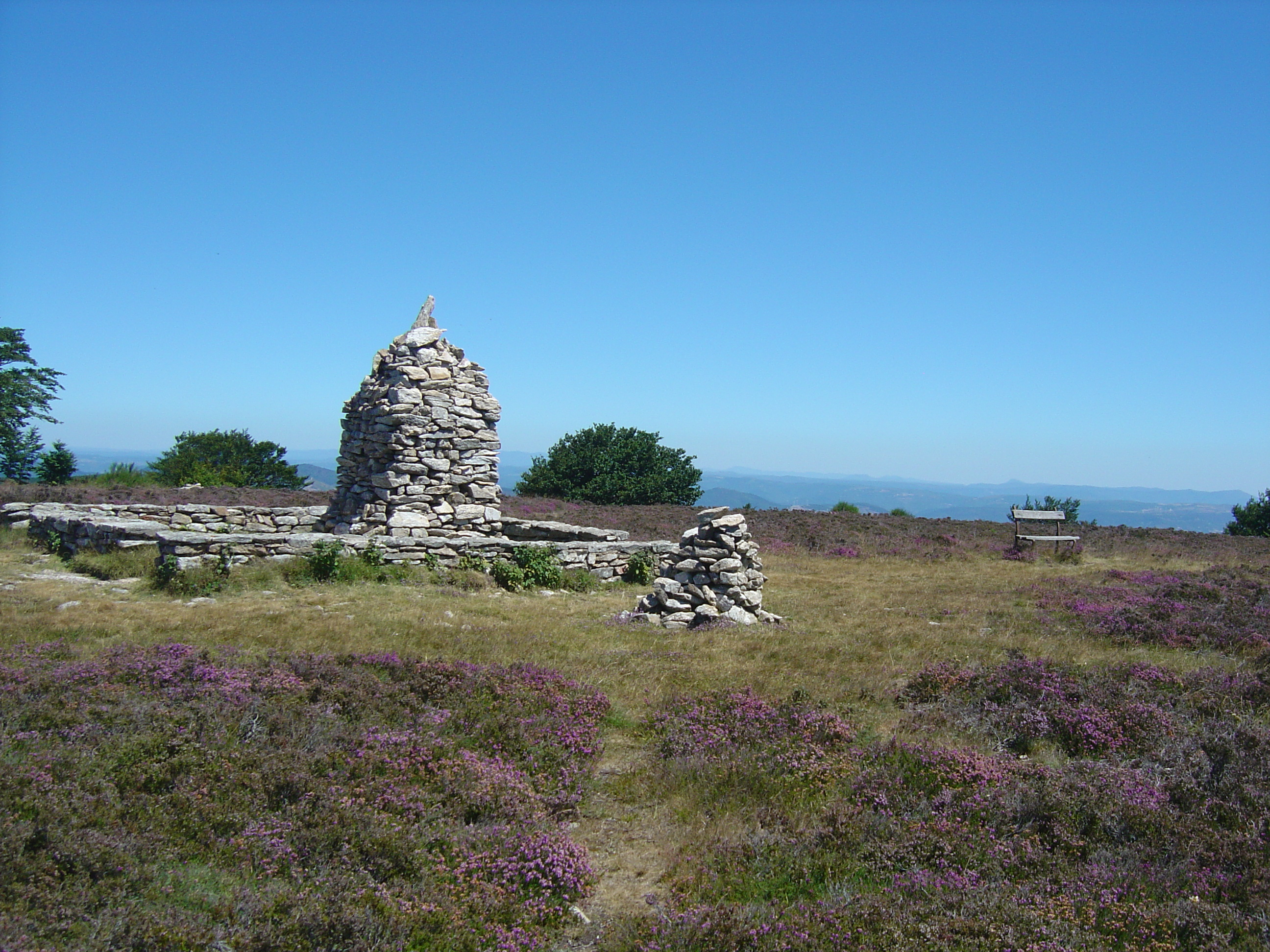
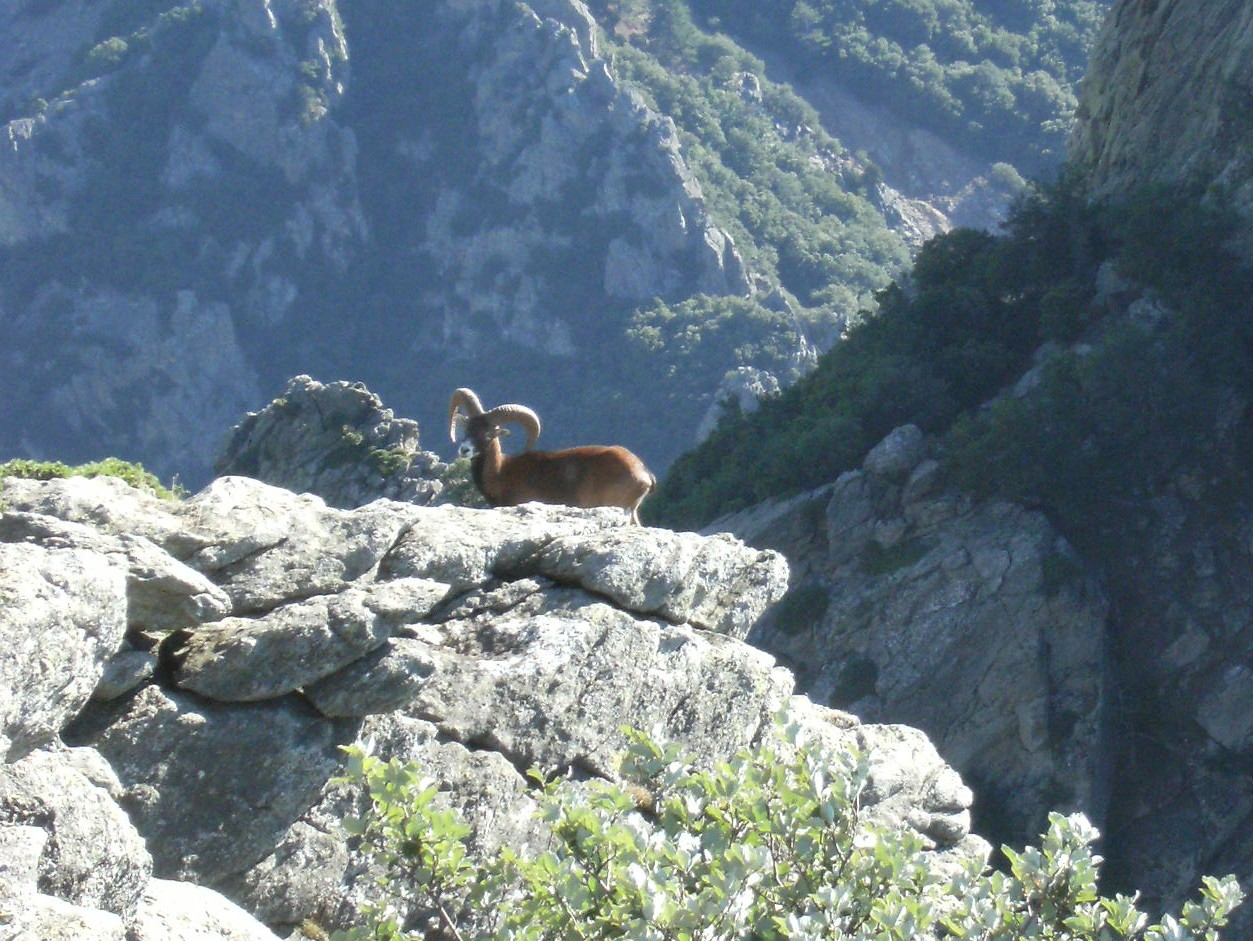